# SX-9
SX-9 è un supercomputer costruito da NEC Corporation. La serie SX-9 implementa un sistema SMP in un modulo-nodo compatto e usa una versione avanzata del processore vettoriale a singolo chip introdotto con l'SX-6. Il NEC SX-9 funziona a 3.2 GHz con performance vettoriali di picco leggermente superiori ai 100 gigaflop. Per il codice non-vettoriale, vi è un processore scalare che funziona a metà della velocità del gruppo vettoriale, vale a dire 1.6 GHz. In un singolo nodo possono essere utilizzate fino a 16 CPU e 1 terabyte di memoria. Ogni nodo è realizzato in un armadio raffreddato ad aria, di dimensioni simili a un rack 42U standard per server. La serie SX-9 va dal singolo nodo SX-9/B con 4 CPU alla massima espansione con 512 nodi, 8.192 CPU e performance di picco da 970 TFLOPS. Non si superano i valori di 4 TB/s di larghezza di banda della memoria condivisa per nodo e 2×128 GB/s di larghezza di banda del nodo di interconnessione. Il sistema operativo è il NEC SUPER-UX Unix-like.
Al momento del rilascio nel primo trimestre del 2008, l'SX-9 era il più veloce al mondo fra i computer vettoriali.
Due esemplari di SX-9 sono stati inaugurati il 30 gennaio 2009 a Lecce e sono destinati alla simulazione climatica.